# Dyocerasoma furcilliferum
Dyocerasoma furcilliferum är en mångfotingart som först beskrevs av Karl Wilhelm Verhoeff 1897.  Dyocerasoma furcilliferum ingår i släktet Dyocerasoma och familjen knöldubbelfotingar. Inga underarter finns listade i Catalogue of Life.